# یواس‌اس او-۱۱ (اس‌اس-۷۲)
یواس‌اس او-۱۱ (اس‌اس-۷۲) (به انگلیسی: USS O-11 (SS-72)) یک زیردریایی بود که طول آن ۱۷۵ فوت (۵۳ متر) بود. این زیردریایی در سال ۱۹۱۷ ساخته شد.